# نيه أر
نيه أر هو ملحن صيني ولد في 14 فبراير عام 1912 في مدينة كون مينغ بمقاطعة يوننان. في عام 1918، بدأ مراحل تعليمه في المدرسة الابتدائية التابعة لجامعة المعلمين في كون مينغ، في عام 1927، التحق بجامعة المعلمين الأولى في يوننان، وأسس جمعية موسيقية مع أصدقائه وشارك في بعض الأحيان في أنشطة موسيقية ومسرحية داخل الجامعة وخارجها، وبدأ يتدرب على الكمان والبيانو.

## معرض صور

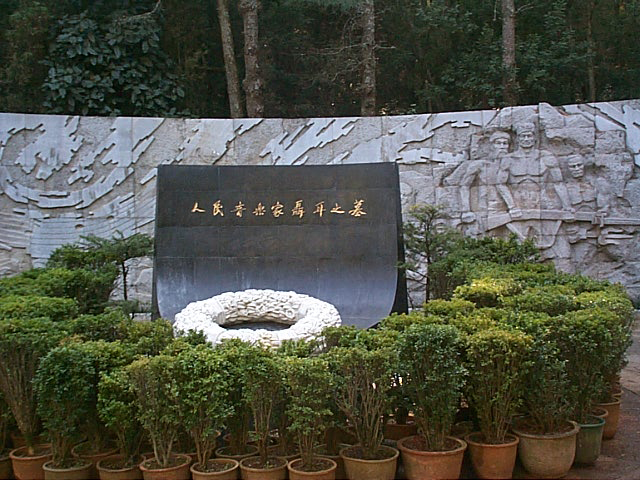
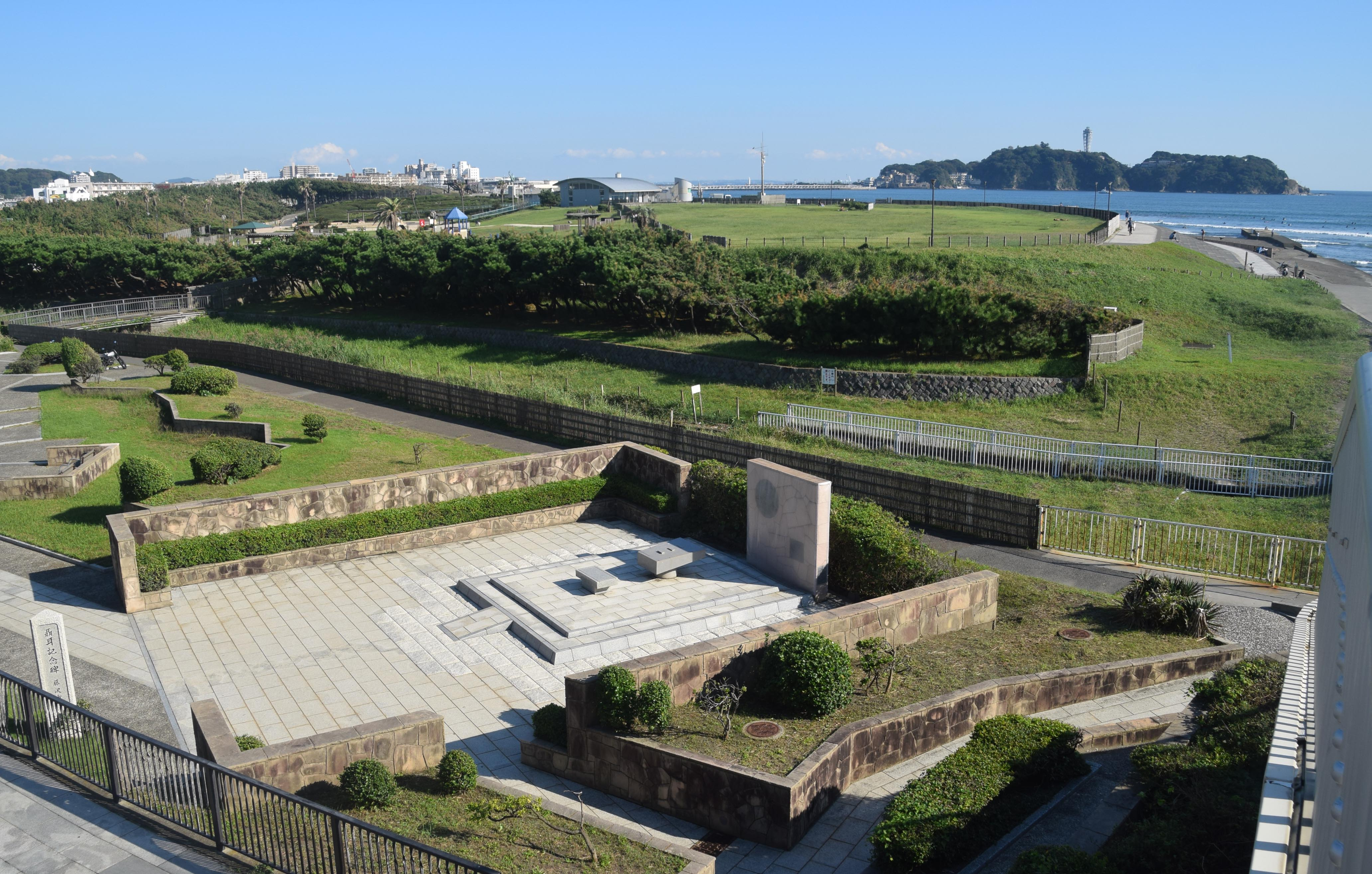
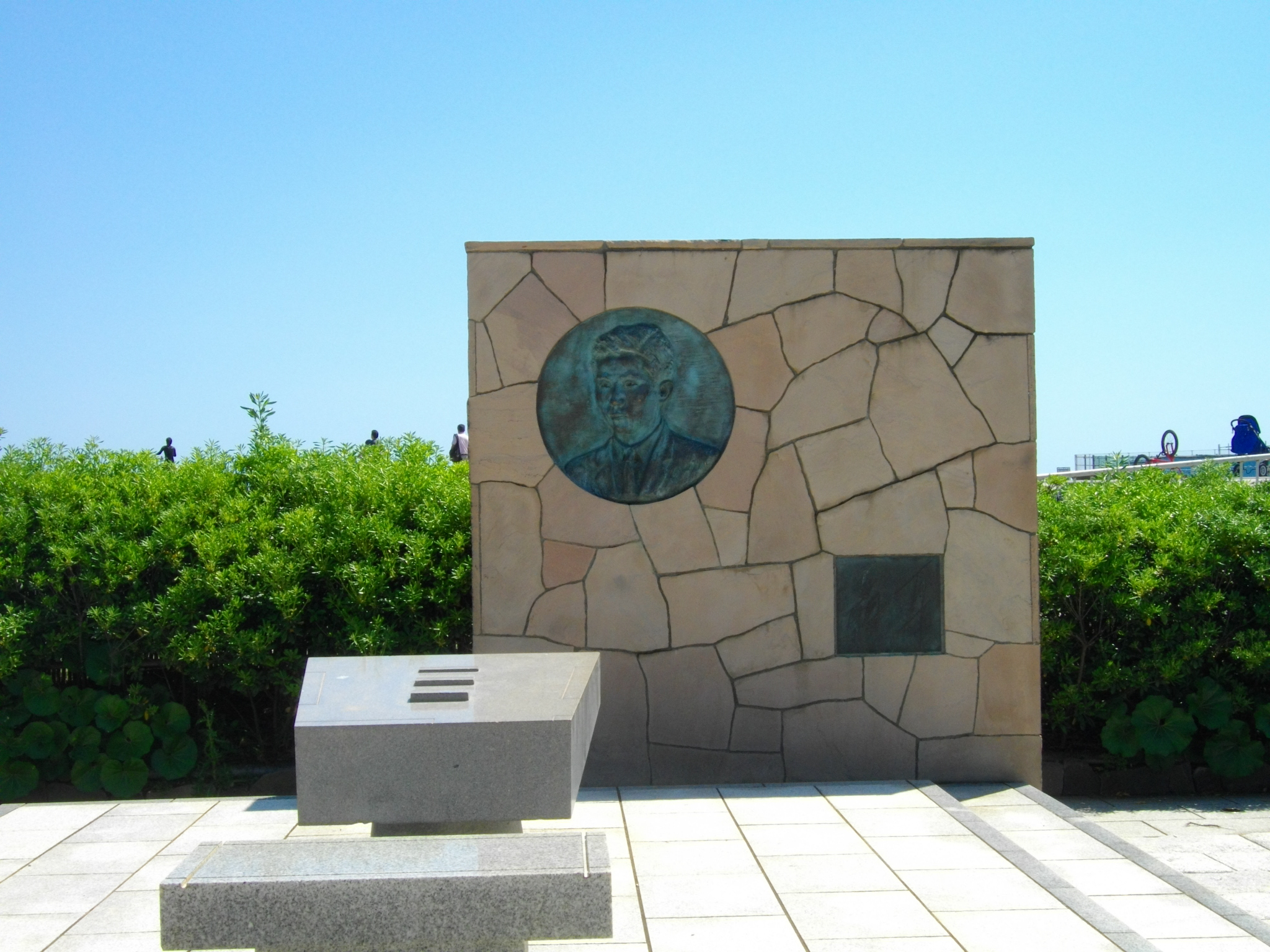
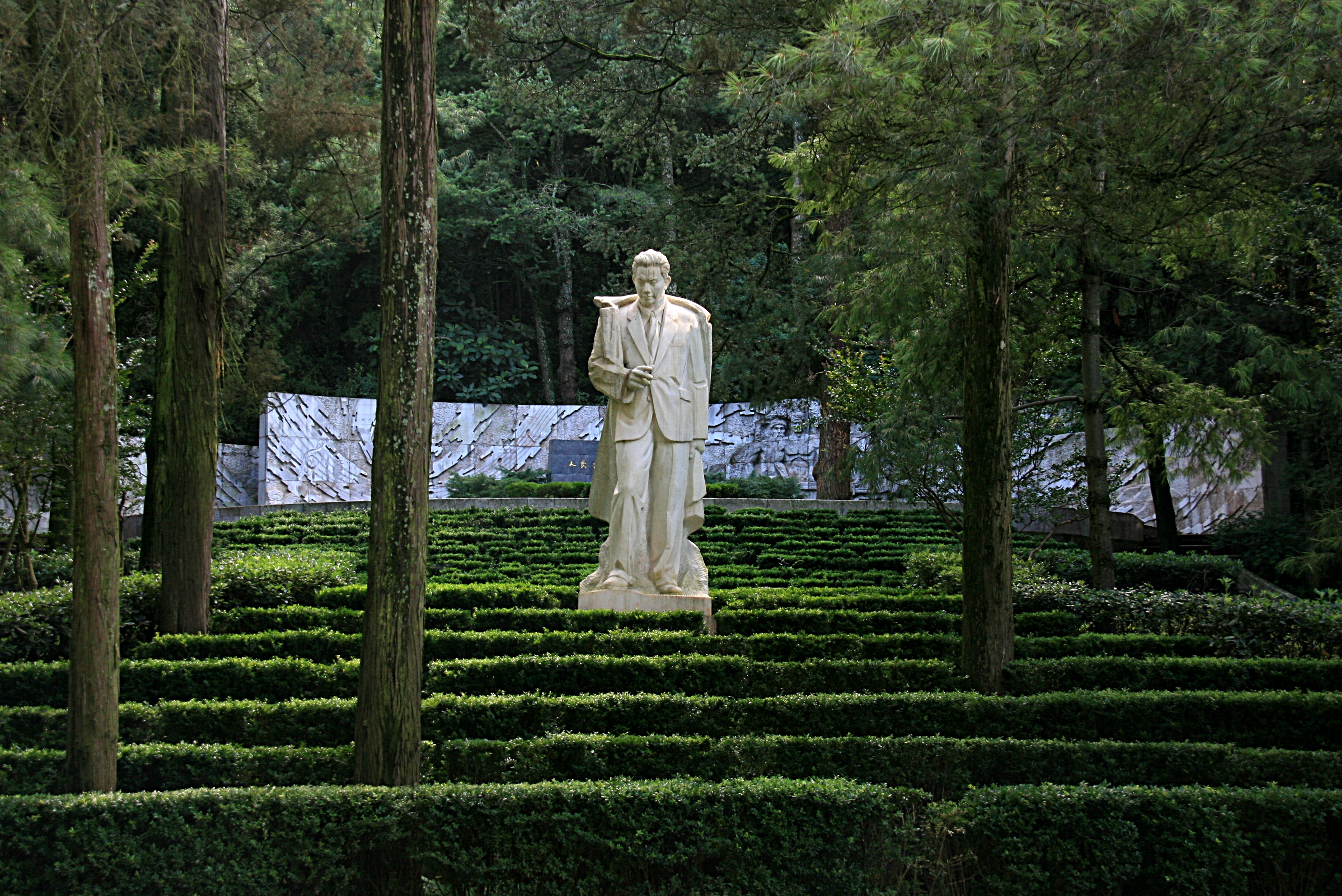

## روابط خارجية
- نيه أر على موقع IMDb (الإنجليزية)
- نيه أر على موقع ميوزك برينز (الإنجليزية)
- نيه أر على موقع ديسكوغز (الإنجليزية)
- نيه أر على موقع قاعدة بيانات الفيلم (الإنجليزية)